# Droga krajowa B444 (Niemcy)
Droga krajowa 444 (niem. Bundesstraße 444) – niemiecka droga krajowa przebiegająca na osi północ - południe od skrzyżowania z B188 i B214 koło Uetze do krzyżówki z B6 na obwodnicy Grasdorfu w Dolnej Saksonii.

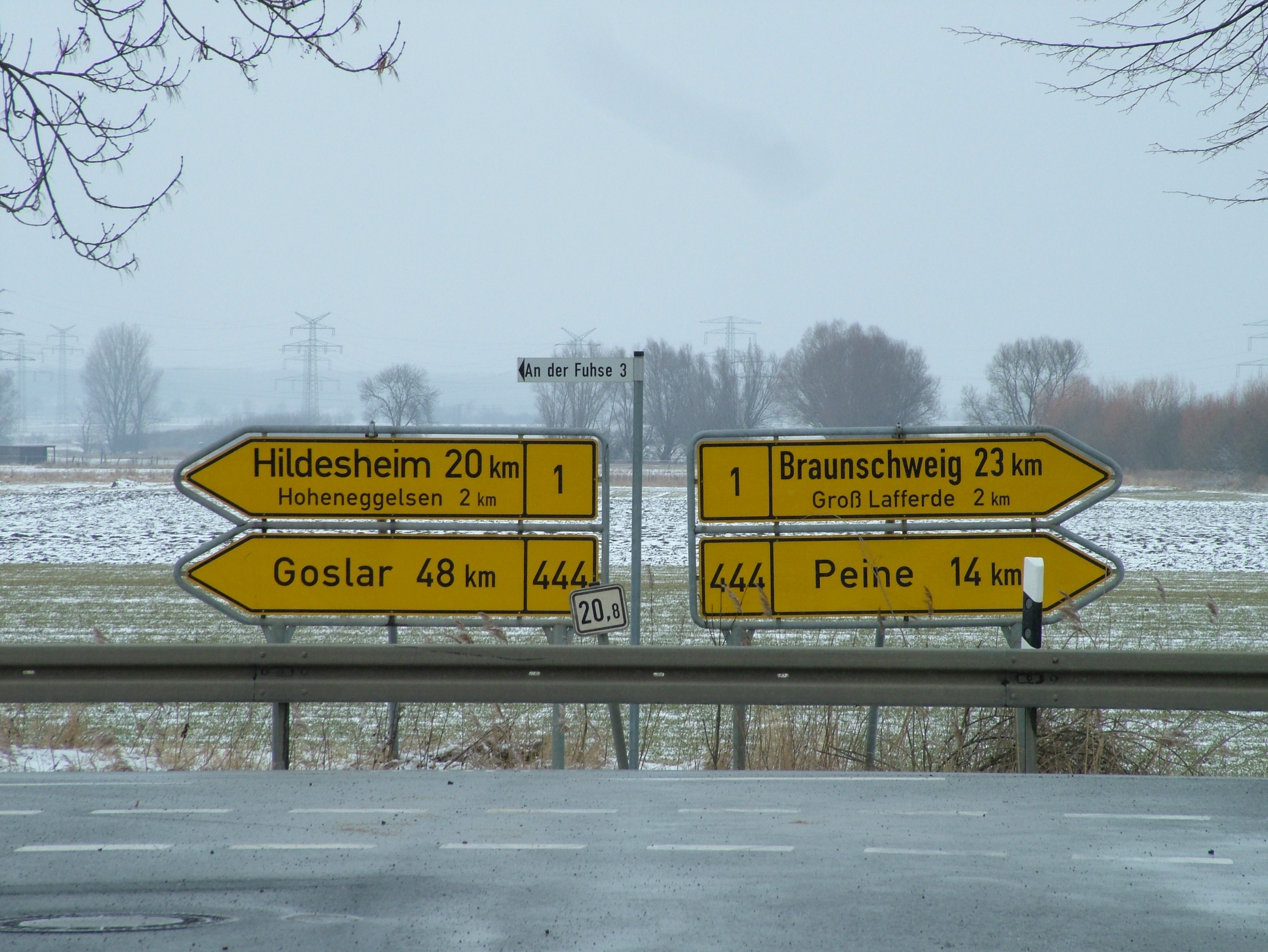
Skrzyżowani
e z B1 i B444 pomiędzy Groß Lafferde a Hoheneggelsen